# 쿼런틴
《쿼런틴》(영어: Quarantine)은 2008년 개봉한 미국의 파운드 푸티지 좀비 공포 영화이다. 스페인 영화 《REC》(2007)를 리메이크하였다.
2011년 속편 《쿼런틴 2: 터미널》이 개봉하였다.

## 출연
- 제니퍼 카펜터
- 스티브 해리스
- 제이 허낸데즈
- 조너선 셱
- 콜럼버스 쇼트
- 다니아 라미레스
- 앤드루 피셀라
- 라데 셰르베지야
- 일레인 케이건
- 그레그 거먼
- 버나드 화이트
- 매린 힝클
- 조이 킹
- 저메인 A. 잭슨
- 샤론 퍼거슨
- 데니스 오헤어
- 스테이시 셔보스키
- 지니 에퍼
- 더그 존스
- 마이클 포터

## 기타 제작진
- 협력 제작: 니컬러스 스턴
- 배역: 린지 헤이스 크루거, 데이비드 래퍼포트
- 미술: 존 게리 스틸
- 세트: 디나 로스
- 의상: 마이아 리버먼